# Törnrosas kjortel
Törnrosas kjortel (Lophospermum atrosanguineum) hör till familjen grobladsväxter (Plantaginaceae). Arten växer naturligt i Mexiko och förekommer odlad som krukväxt.

## Biologi
Arten är en klättrande ört som kan bli upp till tre meter lång. De rörliknande blommorna är mörkt purpurfärgade och fyra centimeter långa, medan kalkbladen är stora och skålformade i mörkt rosa. Växtens blad är hjärtformade och bladfästena slingrande.

## Krukväxtodling
Hos odlas arten vanligtvis som ettårig klättrare, men kan övervintras svalt (5–10°C) och då vattnas sparsamt. Lämplig på balkong. Den kan bli tre meter hög och klarar ner till fem plusgrader. Den har veka stjälkar och behöver ha något att slingra på. Den blommar från juni till frost. Låt den gärna slingra längs horisontella trådar så att blommans karaktäristiska droppar kan hänga fritt och inte döljs i bladverket. Törnrosas kjortel sås inomhus redan i februari/mars. Den trivs i en humusrik och näringsrik jord. Vattnas rikligt under tillväxtperioden.

## Synonymer
- Maurandya atrosanguinea (Zuccarini) G.Nicholson
- Rhodochiton atrosanguineum[3] (Zucc.) Rothm.
- Rhodochiton volubile Zuccarini